# ¿Qué es la vida?
¿Qué es la vida? El aspecto físico de la célula viva es un libro de ciencia de 1944 escrito para el lector no especializado por el físico Erwin Schrödinger. El libro se basó en un curso de conferencias públicas impartido por Schrödinger en febrero de 1943, bajo los auspicios del Instituto de Estudios Avanzados de Dublín en el Trinity College de Dublín. Las conferencias atrajeron a una audiencia de unos 400 asistentes, a quienes se advirtió "que el tema era difícil y que las conferencias no podían calificarse de populares, a pesar de que el arma más temida, la deducción matemática del físico, difícilmente se utilizaría". Las conferencias de Schrödinger se centraron en una pregunta importante: "¿cómo pueden la física y la química explicar los acontecimientos en el espacio y el tiempo que tienen lugar dentro de los límites espaciales de un organismo vivo?"

## Trasfondo
Erwin Schrödinger huyó de Austria en 1943 y fue contratado como director del nuevo Instituto de Estudios Avanzados de Irlanda. El libro se basa en conferencias impartidas bajo los auspicios del Instituto de Estudios Avanzados en el Trinity College de Dublín, en febrero de 1943 y fue publicado en 1944. En ese momento, el ADN aún no se aceptaba como portador de información hereditaria, como sucedió después del Experimento de Hershey - Chase de 1952. Una de las ramas más exitosas de la física en este momento era la física estadística y la mecánica cuántica, una teoría que también es muy estadística en su naturaleza. El propio Schrödinger es uno de los padres fundadores de la mecánica cuántica.
El pensamiento de Max Delbrück sobre la base física de la vida fue una influencia importante en Schrödinger. Sin embargo, mucho antes de la publicación de ¿Qué es la vida?, el genetista y ganador del Premio Nobel de 1946, Hermann Muller, publicó su artículo de 1922 "Variación debido al cambio en el gen individual" que ya presentaba todas las propiedades básicas de la "herencia molecular" (entonces aún no se sabía que fuera el ADN) que Schrödinger iba a derivar en 1944 "a partir de los primeros principios" en ¿Qué es la vida? (incluyendo la "aperiodicidad" de la molécula), propiedades que Muller especificó y refinó adicionalmente en su artículo de 1929 "El gen como la base de la vida" y durante la década de 1930. Además, el propio H. J. Muller escribió en una carta de 1960 a un periodista sobre ¿Qué es la vida? que todo lo que el libro acertó sobre la "molécula hereditaria" ya había sido publicado antes de 1944 y que la formulación de Schrödinger era solo una especulación errónea. Muller también nombró a dos genetistas famosos (incluido Delbrück) que conocían todas las publicaciones relevantes anteriores a 1944 y que habían estado en contacto con Schrödinger antes de 1944. Pero el ADN, como la molécula de la herencia, se convirtió en tópico solo después de los experimentos de transformación de bacterias más importantes de Oswald Avery en 1944. Antes de estos experimentos, las proteínas se consideraban los candidatos más probables.
En el libro, Schrödinger introdujo la idea de un "cristal aperiódico" que contenía información genética en su configuración de enlaces químicos covalentes. En la década de 1950, esta idea estimuló el entusiasmo por descubrir la molécula genética. Aunque la existencia de alguna forma de información hereditaria se había planteado como hipótesis desde 1869, su papel en la reproducción y su forma helicoidal aún no se conocían en el momento de la conferencia de Schrödinger. En retrospectiva, el cristal aperiódico de Schrödinger puede verse como una predicción teórica bien razonada de lo que los biólogos deberían haber estado buscando durante su investigación del material genético. Tanto James D. Watson, como Francis Crick, quienes propusieron conjuntamente la estructura de doble hélice del ADN basada en los experimentos de difracción de rayos X de Rosalind Franklin, dieron crédito al libro de Schrödinger por presentar una descripción teórica temprana de cómo se almacenaría la información genética, y cada uno reconoció independientemente el libro como una fuente de inspiración para sus investigaciones iniciales.
El libro, previsto para salir a la luz en 1943, no se publicaría hasta el año siguiente. A la editorial católica de Dublín encargada del proyecto no le gustó el epílogo que el autor añadió al tratado, donde se exponía la problemática acerca de la unión del ser individual con el ser universal según la doctrina vedanta del hinduismo. El propio Schrödinger, aunque admitía que desde el punto de vista del cristianismo todo esto resultaba «absurdo y blasfemo», consideró que valía la pena divulgar tales ideas. Tras serle devuelto el original y cancelarse el proyecto original a pesar de estar finalizada la composición del texto, la obra fue finalmente publicada por la editorial de la Universidad de Cambridge en 1944.

## Contenido
En el capítulo I, Schrödinger explica que la mayoría de las leyes físicas en gran escala se deben al caos en pequeña escala. Llama a este principio "orden del desorden". Como ejemplo, menciona la difusión, que puede modelarse como un proceso altamente ordenado, pero que es causado por un movimiento aleatorio de átomos o moléculas. Si se reduce el número de átomos, el comportamiento de un sistema se vuelve más y más aleatorio. Afirma que la vida depende en gran medida del orden y que un físico ingenuo puede asumir que el código maestro de un organismo vivo debe consistir en un gran número de átomos.
En los capítulos II y III, resume lo que se sabía en este momento sobre el mecanismo hereditario. Lo más importante es que elabora el importante papel que desempeñan las mutaciones en la evolución. Concluye que el portador de la información hereditaria debe ser pequeño en tamaño y permanente en el tiempo, lo que contradice la expectativa del físico ingenuo. Esta contradicción no puede ser resuelta por la física clásica.
En el capítulo IV, Schrödinger presenta a las moléculas, que de hecho son estables incluso si consisten en solo unos pocos átomos, como la solución. Aunque las moléculas se conocían antes, su estabilidad no podía explicarse por la física clásica, sino que se debe a la naturaleza discreta de la mecánica cuántica. Además, las mutaciones están directamente vinculadas a saltos cuánticos.
Continúa explicando, en el capítulo V, que los sólidos verdaderos, que también son permanentes, son cristales. La estabilidad de las moléculas y los cristales se debe a los mismos principios y una molécula podría llamarse "el germen de un sólido". Por otro lado, un sólido amorfo, sin estructura cristalina, debe considerarse como un líquido con una viscosidad muy alta. Schrödinger cree que el material hereditario es una molécula que, a diferencia de un cristal, no se repite. Llama a esto un cristal aperiódico. Su naturaleza aperiódica le permite codificar un número casi infinito de posibilidades con un número pequeño de átomos. Finalmente, compara esta imagen con los hechos conocidos y la encuentra de acuerdo con ellos.
En el capítulo VI, Schrödinger declara:
   "... la materia viva, aunque no elude las "leyes de la física" tal como están establecidas hasta la fecha, es probable que involucre "otras leyes de la física" hasta ahora desconocidas, que sin embargo, una vez que se hayan revelado, formarán una parte tan integral de la ciencia como las primeras."
Sabe que esta afirmación está abierta a una idea errónea y trata de aclararla. El principio principal involucrado con el "orden del desorden" es la segunda ley de la termodinámica, según la cual la entropía solo aumenta en un sistema cerrado (como el universo). Schrödinger explica que la materia viva evade la descomposición por el equilibrio termodinámico manteniendo homeostáticamente la entropía negativa (hoy en día esta cantidad se denomina información) en un sistema abierto.
En el capítulo VII, sostiene que el "orden del orden" no es absolutamente nuevo para la física; de hecho, es incluso más simple y más plausible. Pero la naturaleza sigue el "orden del desorden", con algunas excepciones como el movimiento de los cuerpos celestes y el comportamiento de dispositivos mecánicos como los relojes. Pero incluso aquellos están influenciados por fuerzas térmicas y de fricción. El grado en que un sistema funciona de forma mecánica o estadística depende de la temperatura. Si se calienta, un reloj deja de funcionar porque se derrite. A la inversa, si la temperatura se acerca al cero absoluto, cualquier sistema se comporta cada vez más mecánicamente. Algunos sistemas se acercan a este comportamiento mecánico bastante rápido, ya que la temperatura ambiente es prácticamente equivalente al cero absoluto.
Schrödinger concluye este capítulo y el libro con especulaciones filosóficas sobre el determinismo, el libre albedrío y el misterio de la conciencia humana. Intenta "ver si podemos sacar la conclusión correcta y no contradictoria de las siguientes dos premisas: (1) Mi cuerpo funciona como un mecanismo puro de acuerdo con las Leyes de la Naturaleza; y (2) Sin embargo, sé, por experiencia directa incontrovertible, que estoy dirigiendo sus movimientos, de los cuales preveo los efectos, que pueden ser fatídicos y de suma importancia, en cuyo caso me siento y me responsabilizo por ellos. La única inferencia posible de estos dos hechos es, creer, en el sentido más amplio de la palabra, es decir, toda mente consciente que alguna vez haya dicho o sentido "yo", que soy la persona, si la hay, que controla el "movimiento de los átomos" de acuerdo con las Leyes de la Naturaleza."
Schrödinger luego afirma que esta idea no es nueva y que el Upanishads consideró esta visión de "ATHMAN = BRAHMAN" para "representar la quintaesencia de las ideas más profundas sobre los acontecimientos del mundo". Schrödinger rechaza la idea de que la fuente de la conciencia debe perecer con el cuerpo porque la encuentra "desagradable". También rechaza la idea de que existen múltiples almas inmortales que pueden existir sin el cuerpo porque cree que la conciencia, sin embargo, es altamente dependiente del cuerpo. Schrödinger escribe que, para conciliar las dos premisas:
"La única alternativa posible es simplemente mantener en la experiencia inmediata de que la conciencia es un singular del cual se desconoce el plural; que solo hay una cosa y que lo que parece ser una pluralidad es simplemente una serie de aspectos diferentes de esta única cosa ..."
Cualquier intuición de que la conciencia es plural, dice, son ilusiones. Schrödinger simpatiza con el concepto hindú de Brahman, por el cual la conciencia de cada individuo es solo una manifestación de una conciencia unitaria que impregna el universo, que corresponde al concepto hindú de Dios. Schrödinger concluye que "... 'Yo' soy la persona que controla el 'movimiento de los átomos' de acuerdo con las Leyes de la Naturaleza". Sin embargo, también califica la conclusión como "necesariamente subjetiva" en sus "implicaciones filosóficas". En el párrafo final, señala que lo que se entiende por "yo" no es la recopilación de eventos experimentados sino "el lienzo sobre el que se recopilan". Si un hipnotizador logra borrar todas las reminiscencias anteriores, escribe, no habría pérdida de la existencia personal: "Tampoco la habrá".

## La "paradoja" de Schrödinger
En un mundo gobernado por la segunda ley de la termodinámica, se espera que todos los sistemas aislados se aproximen a un estado de máximo desorden. Dado que la vida se acerca y mantiene un estado altamente ordenado, algunos argumentan que esto parece violar la segunda ley antes mencionada, lo que implica que existe una paradoja. Sin embargo, dado que la biosfera no es un sistema aislado, no hay paradoja. El aumento de orden dentro de un organismo está más que saldado por un aumento del desorden fuera de este organismo por la pérdida de calor en el ambiente. Por este mecanismo, la segunda ley se cumple y la vida mantiene un estado altamente ordenado, que sostiene al provocar un aumento neto del desorden en el Universo. Para aumentar la complejidad en la Tierra, como lo hace la vida, se necesita energía libre y, en este caso, la proporciona el Sol.